# Gunung Pucuk Padang
Gunung Pucuk Padang är ett berg i Indonesien.   Det ligger i provinsen Aceh, i den västra delen av landet, 1 600 km nordväst om huvudstaden Jakarta. Toppen på Gunung Pucuk Padang är 2 604 meter över havet.
Terrängen runt Gunung Pucuk Padang är bergig söderut, men norrut är den kuperad. Runt Gunung Pucuk Padang är det glesbefolkat, med 15 invånare per kvadratkilometer. I omgivningarna runt Gunung Pucuk Padang växer i huvudsak städsegrön lövskog.